# Битва при Гумбіннені
Битва при Гумбіннені (20 серпня 1914) — битва на Східному фронті Першої світової війни. Відбулася під час Східно-Прусської операції 1914 року. Завершилася перемогою російських військ та відступом німецьких частин.

## Вступ в Східну Пруссію
Згідно з планом російського командування, 1-ша та 2-га армії повинні були наступати в Східну Пруссію з метою розгрому 8-ї німецької армії. Першою повинна була наступати 1-ша армія під командуванням генерала від кавалерії Ренненкампфа.
Перейшовши державний кордон, 14 серпня 1-ша кавалерійська дивізія генерала Гурко зі складу 1-ї армії, захопила прикордонне місто Макграбов, проте розвідати що-небудь про супротивника не вдалося. Не отримавши ніяких розвідувальних даних про противника, в той же день дивізія, залишивши місто, відійшла на свою територію. 17 серпня кордон перейшла вся 1-ша армія, на 60-кілометровому фронті.
Прітвіц, дізнавшись про просування російських військ, почав висувати свої частини назустріч російській армії. Проти 2-й армії, що наступала, був виставлений заслін з одного корпусу, а основні сили були націлені на розгром 1-ї російської армії.

## Бої перед битвою
Німецьке командування вирішило дати бій біля м. Гумбіннен за 40 км від державного кордону. Сюди і стягувалися всі основні сили 8-ї армії. Російська армія була в складі 6,5 піхотних і 5,5 кавалерійських дивізій і 55 батарей, проти них німецьке командування виставило 8,5 піхотних, 1 кавалерійську дивізії та 95 батарей, у тому числі 22 важкі. Однак під час руху до Гумбіннена в штабі 8-ї армії дізналися, що 1-й німецький корпус під командуванням генерала Франсуа всупереч наказам продовжував рухатися вперед назустріч російським військам. Затримати російські війська на проміжних рубежах в плани німецького командування не входило. Тому Франсуа був відданий наказ негайно припинити рух, однак той відповів, що відійде лише тоді, «коли росіяни будуть розбиті».
3-й корпус російських військ відірвався і вийшов вперед основних сил російської армії. Солдати йшли колонами, без розвідки та охорони. Франсуа націлився завдати удар у фланг 28-ї піхотної дивізії. Від несподіваного нападу російські війська понесли значні втрати, загинув командир, дивізія відступила. Дізнавшись, що Франсуа вже вступив у бій, Прітвіц наказав йому негайно відійти, проте всі накази командування Франсуа залишав без уваги. У штаб 8-ї армії він доповів про перемогу, однак, отямившись від удару, російські війська незабаром перейшли в контратаку, а у фланг німцям вдарила російська 25-та піхотна дивізія, яка прибула на підмогу. Зав'язався запеклий бій, російські війська відбили своїх полонених, яких Франсуа захопив при нападі на 28-му дивізію, а також самі захопили багато полонених, інтендантські запаси та 7 гармат.
Німецький корпус відступив. Однак незабаром німецьке командування ухвалило рішення якомога швидше дати бій 1-й російської армії, розбити її і переключитися на 2-гу.

## Битва

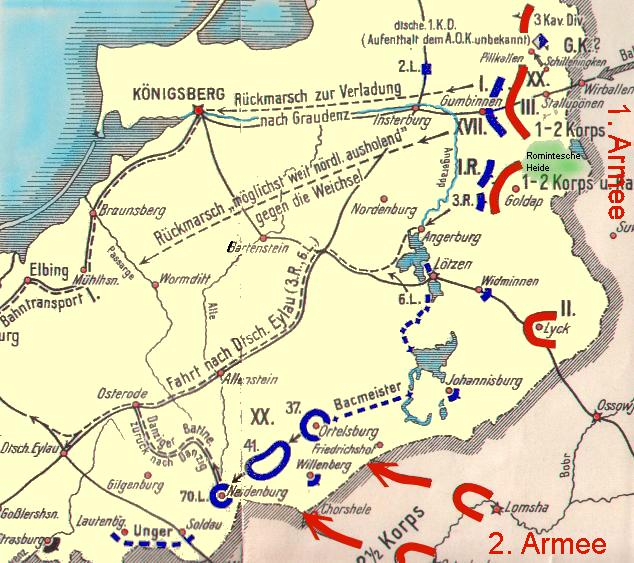
Битва при Гумбіннені

Битва розпочалася 20 серпня на фронті на відстані 50 км від м. Гумбіннен до м. Гольдап. Співвідношення сил перед боєм було не на користь російської армії, яка мала: 6,5 піхотних і 1,5 кавалерійських дивізії (63,8 тис. бійців, 380 гармат, 252 кулемети). Німці мали 8,5 піхотних та 1 кавалерійську дивізію (74,5 тис. чол., 408 легких і 44 важких артилерійських установок — за іншими даними 508 гармат, 224 кулемета).
Битва почалася на північному крилі, де був атакований корпус Франсуа, удар німців посилився на 28-му піхотну дивізію, в тил російським військам. Франсуа кинув кавалерійські частини, які розгромили обози 28-ї дивізії, однак заглибитися в свої тили російські війська їм не дозволили. 28-ма дивізія, зазнавши великих втрат, організовано відступила під захист своєї артилерії, і мужньо протистояла двократно переважаючим силам ворога. До середини дня на допомогу 28-ї дивізії підійшла 29-та, російські дивізії завдали контрудар і частини німецького корпусу почали відступати.
У центрі війська під командуванням генерала Макензена висунулися на вихідні рубежі до 8 ранку, проте російські війська помітили корпус Макензена та відкрили шквальний вогонь, німці зазнали великих втрат, 17-й корпус Макензена втратив 8000 солдатів і 200 офіцерів. Німці в паніці відступали, російські війська захопили 12 гармат. Під Гольдапом, на південному фланзі, німецький 1-й резервний корпус генерала Белова прибув на місце битви опівдні, зіткнення мало нерішучий характер, а після відступу корпусу Макензена Белов також віддав наказ про відхід.

## Підсумки битви
Ренненкампф віддав наказ переслідувати ворога, що відступав, однак внаслідок втрат і відставання тилів цей наказ був скасований. Після поразки під Гумбінненом генерал Прітвіц віддав наказ 8-й армії відступати зі Східної Прусії, відходячи за Віслу. Панічні настрої Прітвіца лякали німецьку Ставку, й незабаром він був усунений з поста командувача 8-ї армією. 8-ма армія отримала нового командувача генерала-полковника Пауля фон Гінденбурга.
Вінстон Черчілль про перемогу російських військ під Гумбінненом писав:
|  | Небагато людей чули про Гумбіннен, і майже ніхто не оцінив ту чудову роль, яку відіграла ця перемога. Росіяни контратакою 3-го корпусу та важкі втрати Макензена викликали в 8-й армії паніку, вона покинула поле бою, залишивши своїх убитих і поранених, вона визнала факт, що була пригнічена міццю Росії. |

## Цікаві факти
В бою під Гумбінненом німецький кінно-артилерійський дивізіон виїхав на відкриту позицію, щоб знищити російські артилерійські батареї, які знаходились на закритій позиції. Таке розташування гармат, коли батарея добре замаскована та стає малоуразливого для противника, а стрілянина проводиться по допоміжної точці наведення, було вперше освоєно в російсько-японській війні 1904—1905 рр. Воно дозволило російським артилеристам в найкоротший термін знищити цей дивізіон. Свідок, російський офіцер 106-го Уфимського полку, згодом згадував:
 Ось і геройський артилерійський дивізіон, розстріляний ураганним вогнем російської артилерії. Здалеку деяких з убитих офіцерів і канонірів можна прийняти за живих, так виразно їх осклілі погляди та застиглі жести й пози.
Ось молодий офіцер з піднятою шаблею, закинутою головою і відкритим, кричущим ротом (ймовірно команду), з очима, спрямованими в небо, застиг у самої гармати! Ось, солдат, зовсім як живий, наполовину вставив снаряд в гармату і, стоячи на колінах, втупив очі свої з якимось особливим подивом вгору, немов запитує: «У чому справа?!» і т. д. Ці фігури здалеку здавалися живими, але коли ми підійшли ближче, то побачили, що у офіцера три чверті голови ззаду була відірвана і залишилася буквально одна маска, а у солдата був вибитий весь живіт. Очевидно, смерть була моментальна та безболісна, тому й збереглося таке живий вираз на їхніх обличчях.
Ось батарея, розстріляна на самому виїзді на позицію в повнію запряжці, не встигла не тільки відкрити вогонь, але і зупинитися: всі вбиті люди і коні дружно лежать разом на своїх місцях, а солдати лежать навіть верхи на конях або поблизу їх.
Коні! Бідні тварини! Чим вони винні у всій цій катастрофі, що сталася між людьми?! — А. А. Успенський «На війні» - Каунас, 1932